# Tekniska verken i Linköping
Tekniska verken i Linköping AB (publ) är en koncern främst verkar inom energiområdet och ägs ytterst av Linköpings kommun. Förutom energi verkar koncernen även inom el, belysning, vatten, fjärrvärme, fjärrkyla, hantering av avfall, bredband, biogas och effektiva energilösningar.

## Historik
Den 18 oktober 1902 grundade entreprenören Jonn O. Nilson Linköpings Elektriska Kraft- och Belysningsaktiebolag för att förse Linköping med elström. Planen att starta ett sådant företag för att  hade diskuterats under 15 år. Den första strömmen till staden levererades 1903.
År 1922 sålde Nilson bolaget till Linköpings stad på grund av vattenbrist, leveransavbrott och ekonomiska bekymmer.
På 1950-talet introducerade man fjärrvärme och man kom på att skapa både el, och värme med samma process. Denna process kräver dock olja eller kol vilket kom att stiga i värde under Oljekrisen på 1970-talet och bolaget sökte nya bränslealternativ. Lösningen kom att bli hushållsavfall.

## Verksamhet

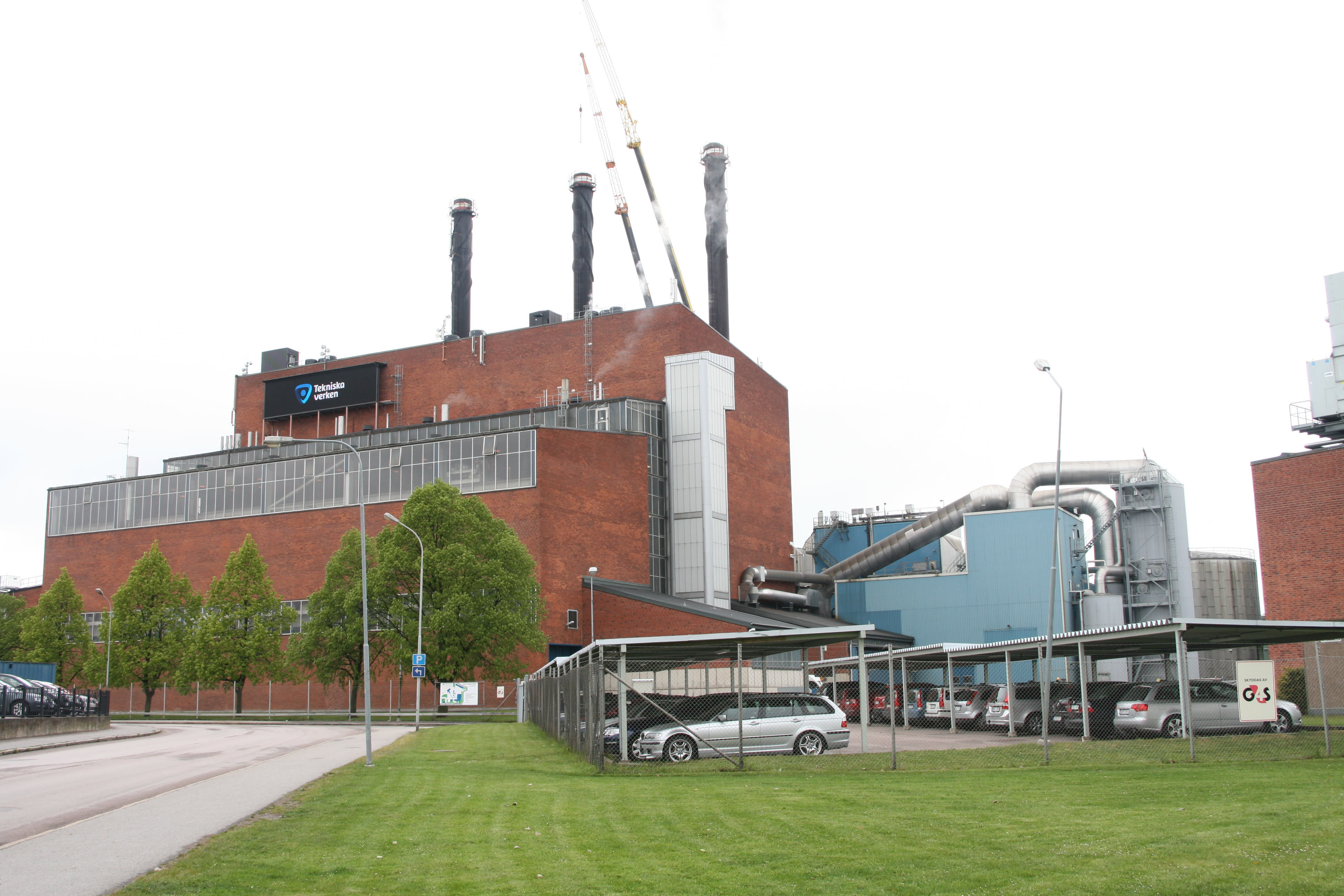
Kraftvärmeverket vid Södra Oskarsgatan i Linköping.

Koncernens verksamhet bedrivs i moderbolaget (Tekniska verken i Linköping AB) och ett antal dotterbolag – Bixia AB, Tekniska verken Linköping Nät AB, Tekniska verken Katrineholm Nät AB, Utsikt Bredband AB och Svensk Biogas i Linköping AB. Koncernens intäkter uppgick 2014 till 4 903 mnkr och resultat efter finansiella poster till 358 mnkr. Koncernen har 1 150 anställda.
Kommunen äger koncernen genom förvaltningsbolaget Linköpings Stadshus AB.
I större delen av Linköpings kommun och i delar av Mjölby kommun är det Tekniska verken Linköping Nät AB som äger och driver elnätet. I större delen av Katrineholms kommun och i delar av Vingåkers kommun är det Tekniska verken Katrineholm Nät AB som ansvarar för elnätet.
Svensk Biogas i Linköping producerar och distribuerar biogas i Östergötland, Södermanland och Närke. Under 2014 såldes närmare 10 miljoner kg biogas. Företaget äger och driver flera publika gasmackar runt om i regionen och driver produktionsanläggning i Linköping.
Tekniska verken är även delägare i elhandelsföretaget Bixia.
Utsikt Bredband AB äger och driver ett bredbandsnät i regionen.

### Lista över dotterbolag
- Tekniska verken Linköping Nät AB, org nr 556483-4926
- Tekniska verken Katrineholm Nät AB, org nr 556426-8588
- Svensk Biogas i Linköping AB, org nr 556034-8228
- Bixia AB, org nr 556544-2638
- Utsikt Bredband AB, org nr 556808-1052
- Tekniska verken i Linköping Vind AB, org nr 556853-7038
- Bixia Byggvind AB, org nr 556785-1208
- Värmlands Vind AB, org nr 559119-1381
- Mjölby-Svartådalen Energi AB, org nr 556093-1593
- Mjölby Kraftnät AB, org nr 556127-9265
- Vävinge Vind AB, ord nr 556712-5843

### Tekniska verkens anläggningar
- Malmen, Gärstad och Ullstämma återvinningscentral i Linköping
- Vika återvinningscentral i Katrineholm
- Berggårdens vattenverk
- Nykvarns avloppsreningsverk
- Råberga vattenverk
- Kraftvärmeverket i Linköping
- Kraftvärme i Katrineholm
- Framtidens Gärstad
- Biogasanläggningen
- Vattenkraftverk
- Vindkraft
- Reningsanläggning för flytande avfall
- Behandlingsanläggning för lakvatten